# Пиз, Фрэнсис Глэдхейм
Фрэнсис Глэдхейм Пиз (англ. Francis Gladheim Pease; 1881—1938) — американский астроном.

## Биография
Родился в Кембридже (штат Массачусетс). Его родители вскоре переехали в Иллинойс, где он учился в средней школе Хайленд парк. В 1901 окончил Технологический институт Армора в Чикаго (ныне — Иллинойсский технологический институт). В 1901—1904 годах — оптик и наблюдатель Йеркской обсерватории, с 1904 года — сотрудник обсерватории Маунт-Вилсон, где он проработал в течение 34 лет (за исключением небольшого перерыва). В 1924 году Фрэнсис Пиз получил почетную степень магистра наук Технологического института Армора, в 1927 — степень доктора наук того же института.
Вместе с Дж. У. Ричи конструировал все первоначальное оборудование обсерватории Маунт-Вилсон, особенно велико его участие в создании 100-дюймового телескопа; сконструировал и построил 50-футовый интерферометр. Участвовал в разработке оптики и конструкции 200-дюймового рефлектора для обсерватории Маунт-Паломар. Астрономические работы посвящены фотографированию скоплений и туманностей, определению диаметров звезд с помощью интерферометра. Длительное время был ассистентом А. Майкельсона, в 1920 выполнил совместно с ним первое прямое измерение диаметра звезды (Бетельгейзе) с помощью 20-футового интерферометра, установленного на 100-дюймовом рефлекторе; продолжил эти исследования на 50-футовом интерферометре, измерил диаметры нескольких ярких звезд. В 1916—1917 годах одним из первых измерил лучевые скорости слабых галактик и определил вращение галактик с помощью спектрографа. В 1924—1928 и 1930 годах готовил оборудование для экспериментов А. Майкельсона по определению скорости света. В 1929 повторил опыт Майкельсона — Морли.
В его честь назван кратер на Луне диаметром 38 км.

## Смерть
Фрэнсис Пиз скончался 7 февраля 1938 года в Пасадене после непродолжительной болезни, в результате которой потребовалась сложная операция на брюшной полости. Он отличался отменным здоровьем и бодростью до самых последних дней, поэтому его смерть стала шоком для коллег в обсерватории Маунт-Вилсон и его многочисленных друзей по научному сообществу.